# 石狗
雷州石狗，也称石狗崇拜，是指位于中华人民共和国广东省湛江市的雷州市、徐闻县、遂溪县、麻章区、霞山区、东海岛、赤坎区、坡头区、廉江市等地历史中存在的石狗崇拜的习俗，源自盤瓠信仰。

## 背景
雷州、徐闻、遂溪、麻章区、霞山区、东海岛、赤坎区、坡头区、廉江市等地在古代为百越人聚居之地，部分古越人奉犬神盤瓠為祖神，即石狗形象之由來。雷州市、徐闻县、遂溪县位于雷州半岛，清朝以前属雷州府管辖。廉江在清朝以前属高州府管辖，邻接雷州半岛，因地缘亲缘关系，此处文化均有对石狗崇拜的习俗。在徐闻县地域遗存的石狗，材质多采用当地玄武石，大都整体属于具象类型，古朴简拙，求采取写实的手法。和安镇、下桥镇石狗的造型则与邻近雷州市调风镇、英利镇的石狗造型相类似，直接受乾嘉年间陈昌齐家族祖墓狮象类型石狗的影响。